# بنيامين هيرشيل باباج
بنيامين باباج(بالإنجليزية: Benjamin Herschel Babbage): كان مهندسا إنجليزية، عالم، ومستكشف وسياسي حيث اشتهر بعمله في مستعمرة جنوب أستراليا - بنيامين هيرشيل باباج (22 أكتوبر 1878 - 6 أغسطس 1815). كان يوقع اسمه دائما ب«B. هيرشيل باباج» وكان كثيرا ما يشار إليه باسم «هيرشيل باباج».
ولد باباج في لندن، وهو الابن الأكبر لتشارلز باباج، عالم الرياضيات الشهير في كامبريدج الذي أنشأ مفهوم برمجة الكمبيوتر، وجورجينا ايتمور. وكان عمه من جانب الدته وليام Wolryche-ايتمور، النائب في مجلس العموم الذي ناضل من أجل تشكيل جنوب أستراليا.
تزوج لورا جونز باباج في بريستول في 10 سبتمبر 1839. كان للزوجان سبعة أطفال.
مترجم http://en.wikipedia.org/wiki/Benjamin_Herschel_Babbage%27%27%27